# Proechimys pattoni
Proechimys pattoni е вид бозайник от семейство Бодливи плъхове (Echimyidae).

## Разпространение
Видът е разпространен в Бразилия и Перу.